# Rolls-Royce Nene

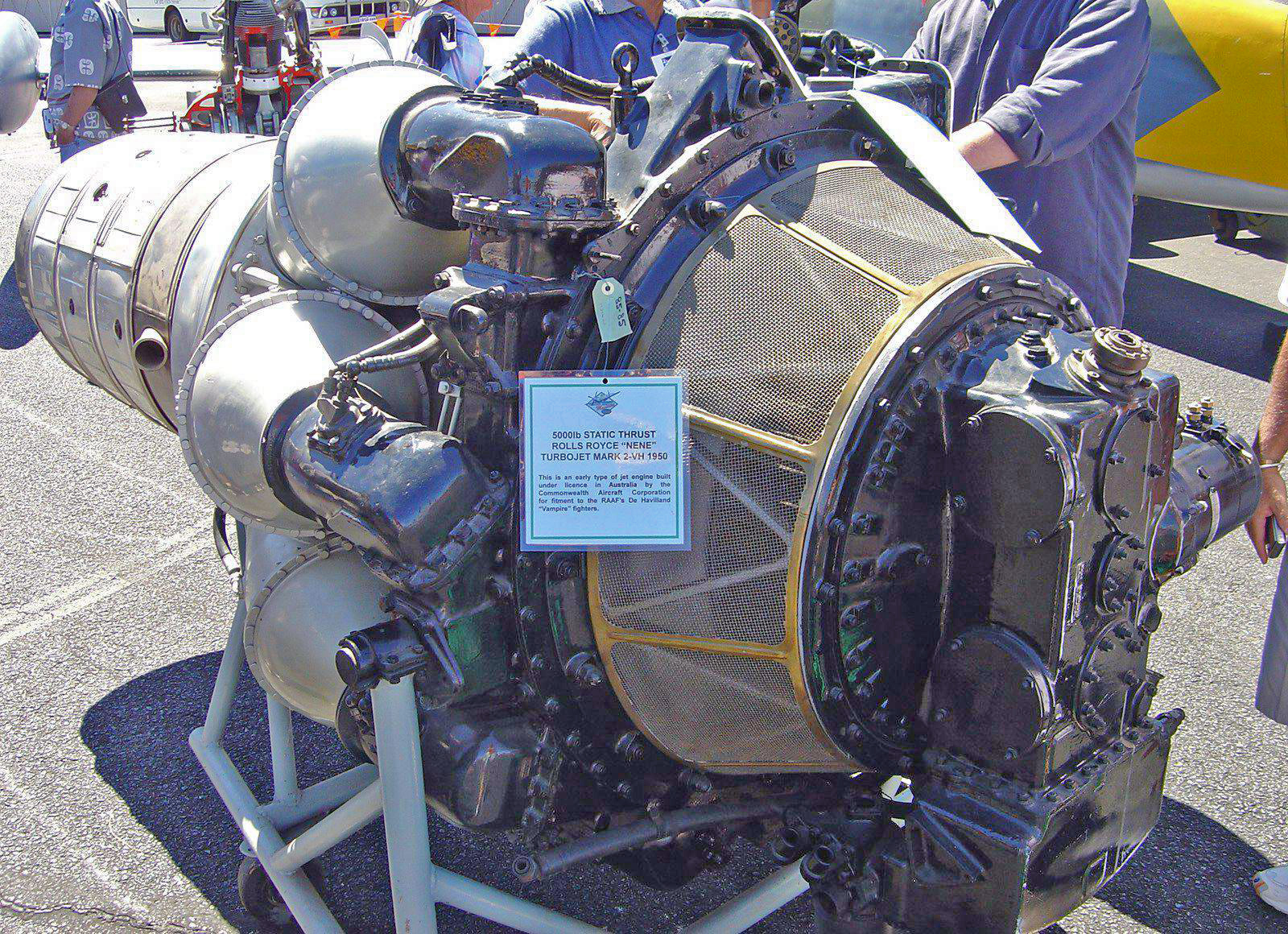
Rolls-Royce Nene Mk.II

Das Rolls-Royce Nene oder Rolls-Royce RB.41 war nach den Mustern Welland und Derwent das dritte Strahltriebwerk des britischen Unternehmens Rolls-Royce, das in Serie gebaut wurde. Das Triebwerk mit Radialverdichter wurde 1944 innerhalb von nur fünfeinhalb Monaten geplant und gebaut und absolvierte die ersten Prüfstandsläufe am 27. Oktober 1944. Es wurde in erfolgreichen britischen Flugzeugmustern wie der Hawker Sea Hawk und der Supermarine Attacker eingesetzt, bevor die Firma mit dem Avon-Triebwerk auf Axialverdichter wechselte.
Das Nene trieb das erste zivile Strahlflugzeug, eine modifizierte Vickers Viking an, die am 6. April 1948 erstmals flog.

## Geschichte
Obwohl es eine direkte Entwicklung aus den Arbeiten von Frank Whittle war, wurde beim Nene ein Radialverdichter mit zwei Einläufen für eine verbesserte Kompressionsrate und damit höherer Schubkraft eingesetzt. Es hatte neun Brennkammern und eine einstufige Axialturbine und wog 750 kg. Während der Konstruktionsphase entschied Rolls-Royce, seinen Triebwerken sowohl Nummern als auch Namen zu geben, wobei der Welland und der Derwent ihre Originalnummern von Rover, B/23 und B/26 beibehielten. Später dachte man, dass diese Nummern zu sehr an Bomber erinnern würden und ergänzte das „R“ von „Rolls“, so dass die noch heute verwendeten „RB“-Nummern entstanden.
Das Nene erreichte mit etwa 22 kN die doppelte Schubkraft der Triebwerke der früheren Generation, und das bei ähnlichen Abmessungen und Grundentwurf. Es wäre durchaus möglich gewesen, die älteren Triebwerke durch das Nene zu ersetzen. Aufgrund des Alters der Gloster Meteor sah man keinen Bedarf für eine weitere Verbesserung. Stattdessen wurde eine Serie deutlich leistungsfähigerer Triebwerke auf Basis des Rolls-Royce Avon vorangetrieben. Radialverdichtertriebwerke wie das Nene liefen danach aus.
Das Nene erhielt nach Firmentradition einen Flussnamen, der gleichnamige Fluss Nene befindet sich in Ostengland.

## Lizenzen und Produktion im Ausland
Die US-amerikanische Taylor Turbine Corporation baute das Triebwerk als J42-TT-2 in Lizenz. Mehrere der frühen US-Trägerflugzeuge wie die Grumman F9F Panther wurden mit diesem Triebwerk ausgerüstet. Später wurde die Lizenz an Pratt and Whitney weiterverkauft, die gemeinsam mit Rolls-Royce eine Version mit Wassereinspritzung entwickelten, das J-48. 
Das Triebwerk wurde auch in Frankreich, China und Australien in Lizenz gebaut. In Australien wurde damit die De Havilland Vampire der RAAF ausgerüstet.

### Sowjetunion
Bis November 1947 ließ die Labour-Regierung von Clement Attlee insgesamt 55 Strahltriebwerke (30 Derwent 5, 20 Nene 1 und fünf Nene 2) an die Sowjetunion liefern, nachdem im Dezember 1946 eine sowjetische Delegation, unter anderem mit Artjom Mikojan, auf Einladung der britischen Regierung die Rolls-Royce-Triebwerksfertigung besichtigt hatte.
Die erhaltenen Triebwerke wurden bei Prototypen wie zum Beispiel der Tupolew 78 und 79 verwendet, anschließend kam es durch Reverse Engineering auch zur Fertigung von unlizenzierten Nachbauten wie dem Klimow RD-45 und dem leistungsstärkeren Klimow WK-1. Diese Triebwerke wurden in großen Serien hergestellt und in mehreren sowjetischen Jagdflugzeugen verwendet, so beispielsweise auch in der MiG-15, eines der seinerzeit besten Jagdflugzeuge der Welt.

## Technische Daten
- Länge: 2464 mm
- Durchmesser: 1257 mm
- Schub: 22,2 kN bei 12.400 min−1
- Verdichter: 1-stufig radial
- Brennkammer: 9 Einzelbrennkammern
- Turbine: 1-stufig axial